# Протаможье
Протаможье — одна из разновидностей так называемых «заповедей», торговая пошлина в средневековом русском государстве, которая выплачивалась за необъявление привезённого товара на таможне.
Древнерусский закон запрещал выгрузку товара с торговых транспортных средств (судов или повозок) до предъявления его представителям таможенной службы. В случае невыполнения этого требования назначался специальный штраф — протаможье.
Как правило, величина этой пошлины вычислялась исходя из таможенных расчётов, однако при очень больших количествах неуказанного товара сверх заповеди могла изыматься его часть или даже конфисковываться весь незаявленный товар (что практиковалось в Москве и в Новгороде).
Изначально слово «протаможье» означало просто уклонение от тамги — внутреннего налога, который появился после монгольского нашествия в некоторых странах Востока и на Руси. Его происхождение связывают с глаголом «протамжить», в значении «провиниться с неуплатой тамги». В письменных памятниках он встречается начиная с XV века.